# 霍赫米辛山
47°39′28″N 11°56′28″E / 47.65783°N 11.94109°E

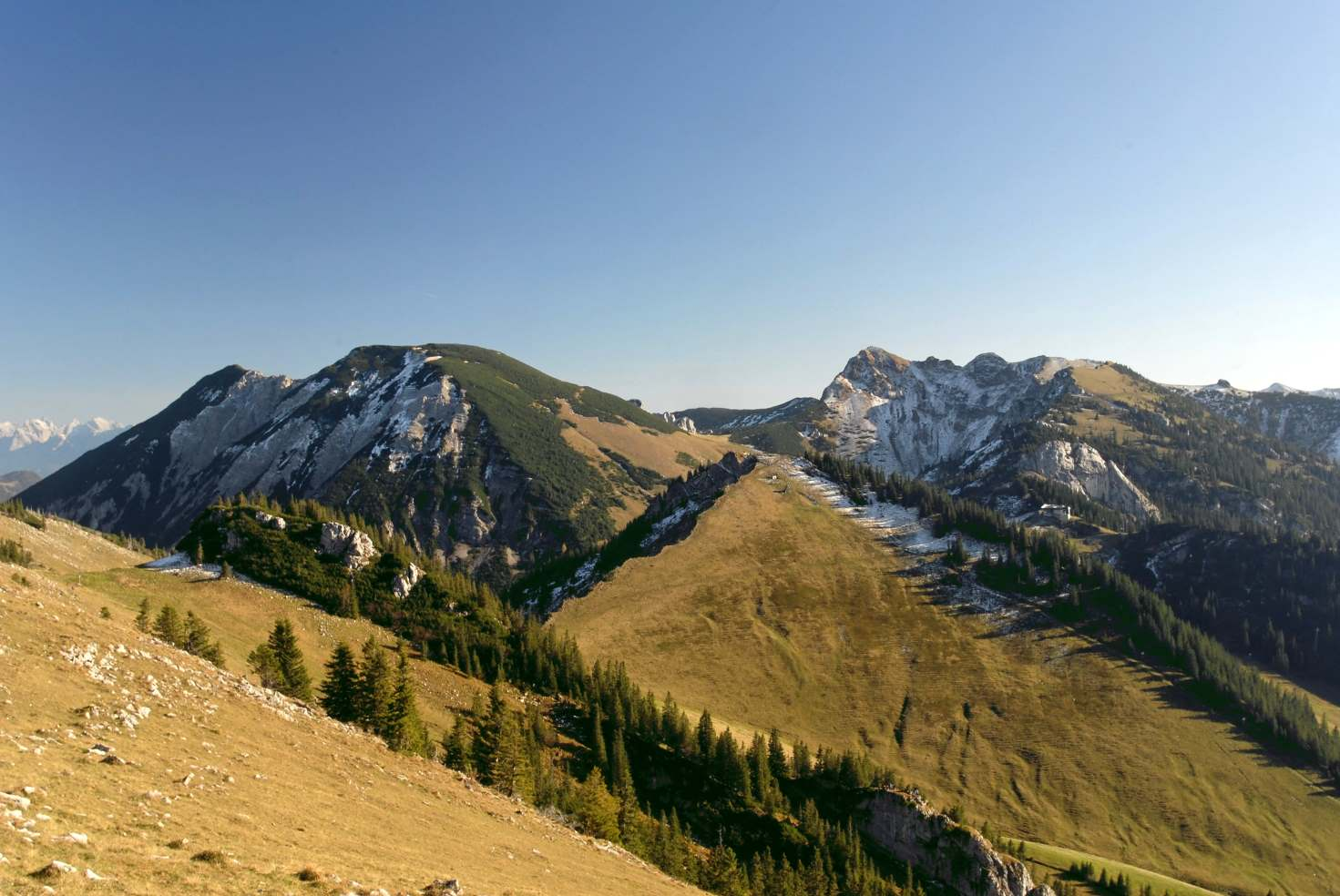

霍赫米辛山（德語：Hochmiesing），是德國的山峰，位於該國東南部，由巴伐利亞負責管轄，屬於芒法爾山脈的一部分，距離羅特萬德山1公里，海拔高度1,883米，每年平均降雨量1,764毫米。